# Сикар, Клод
Клод Сика́р (фр. Claude Sicard; 1677—1726) — французский миссионер-иезуит, путешественник и исследователь Египта. Первооткрыватель древнеегипетских Фив, Абидоса и Идфу, составитель первой известной карты Египта.  

## Биография
Сикар родился в Обани. Учился в Марселе. В 1692 году стал послушником у иезуитов в Авиньоне. Затем он преподавал в Лионском коллеже.
В 1706 году отправился в миссию на Восток. Разъезжая по Сирии, он выучил арабский язык. В 1711 году был назначен настоятелем иезуитской резиденции в Алеппо, а в 1712 году — настоятелем иезуитской миссии в Каире.
Путешествуя по всему Египту, он стремился найти и описать древние места, связанные с библейской историей. Он первым из европейцев посетил Абидос и Идфу. Установил местоположение Фив, древней столицы Верхнего Египта. Составил описание руин Антинои. Составил первую известную карту Египта.
В 1714 году он обнаружил северо-западную пограничную стелу Ахетатона, древней столицы Эхнатона. Первую копию со стелы сняли лишь в 1827 году, а в 1908 году её опубликовал Норман де Гаррис Девис.
Клод Сикар стал жертвой эпидемии чумы в 1726 году. Смерть настигла его в разгаре работы над трудами, которые он не закончил.